# Angélique Kidjo
Angélique Kpasseloko Hinto Hounsinou Kango Manta Zogbin Kidjo Embaixador(a) da boa vontade da UNICEF, mais conhecida como Angélique Kidjo (Uidá, 14 de Julho de 1960) é uma cantora, compositora, dançarina, atriz, diretora e produtora beninense. Em sua carreira, a cantora já lançou 10 álbuns, e diversos singles, entre eles "Gimme Shelter", canção de Rolling Stone, cantado em parceria com Joss Stone, para seu álbum Djin Djin.
É conhecida pela diversidade musical, em relação aos gêneros, e por seus criativos videoclipes. Angélique ganhou GRAMMY Awards de "Melhor Álbum de World Music Contemporâneo", em 2008, com Djin Djin, que, inclusive recebeu uma excelente avaliação da allmusic.
Ela é embaixadora da UNICEF desde 2002, e já viajou para muitos países africanos, realizando relatórios e promovendo eventos para ajudar as crianças. Em Agosto de 2009, Angélique veio ao Brasil para participar do Festival Back 2 Black, evento realizado com o objetivo de promover encontros artísticos, políticos, cultural e social entre o Brasil e a África, por meio de conferências, shows, apresentações de dança, entre outros. A cantora cantou seus grandes sucessos, entre eles, "Shango" cantado com Margareth Menezes.
Em 19 de Janeiro de 2010, Angélique lançou na Europa o seu mais recente álbum, Õÿö. O álbum conta com a participação de John Legend, e traz canções no estilo do soul de Miriam Makeba e Aretha Franklin, bem como o samba de Carlos Santana. O álbum foi produzido pela própria cantora e por Jean Hebrail. Em Dezembro de 2014, Angélique Kidjo foi nomeada pela revista togolesa Africa Top Success para "Africana do Ano". A cantora disputa a distinção com cinco adversárias, nomeadamente Isabel dos Santos, Lupita Nyong'o, Daphne Mashile-Nkosi, Fatou Bensouda e Koki Mutungi.

## Biografia
Nasceu em  uma pequena cidade portuária na costa de Benim (à época, Daomé). Seu pai pertencia aos fons -  à tribo Petá, de Uidá; sua mãe, ao iorubás. Angélique cresceu com oito irmãos e irmãs, em um ambiente altamente criativo. Sua mãe, Yvonne, era uma famosa coreógrafa e diretora teatral que dirigia o seu próprio negócio.
Quanto a seu pai, Franck, quando não estava trabalhando no correio local, dedicava-se aos seus hobbies: fotografia e o banjo. Angélique esteve em contato com uma grande variedade de culturas e tradições musicais desde sua infância e, seus pais, a incentivaram a aprender outros idiomas. Sua língua materna é o fon, mas ela fala várias outras línguas.

### Primeiros Passos
Seguindo os passos da família Kidjo, Angélique começou a cantar e dançar com sua mãe em teatro desde os 6 anos de idade. A jovem prodígio acompanhava a troupe em todas as suas extensas turnês pela África Ocidental e, aos 9 anos, já tinha conquistado excelente reputação.
Angélique abandonou a sua breve carreira teatral, retornando para a sala de aula aos 9 anos. Dois anos mais tarde interrompe novamente os estudos para se juntar a seus irmãos formando o Kidjo Brothers Band.
Trabalhando com os irmãos, Angélique viu não só uma forma de viver experiências novas, como também de conhecer um novo tipo de música. Seu irmão a apresenta ao rhythm'n'blues, ensinando-a a cantar o soul afro-americano, pelo qual Angélique logo desenvolveu uma verdadeira paixão, aprendendo com James Brown.
Na adolescência Angélique Kidjo já era uma estrela em sua região. Seu carisma e a sua voz excepcional atraíam grande quantidade de fãs. Em torno dos 15 anos, Angélique começa a concentrar-se em suas próprias composições, inspirando-se no seu maior ídolo - a cantora sul-africana Miriam Makeba.
Angélique formou a sua própria banda no Liceu, e começou a executar apresentações em sua região. Seu grupo era conhecido como Les Sphinx. A primeira grande experiência de Angélique veio em 1979, quando uma rádio local convidou-a para cantar uma de suas canções em um show diurno. Angélique, então militante antiapartheid, optou por cantar uma das músicas que tinha recentemente escrito sobre Winnie Mandela e a luta política na África do Sul.

### Angélique grava seu álbumPretty
Como resultado das exibições na rádio local, Angélique passou a compor novas músicas. O célebre cantor e produtor camaronês Ekambi Brilliant convidou o jovem cantora de 20 anos de idade, a gravar seu primeiro álbum. Angélique vai pela primeira vez a Paris, para gravar o álbum "Pretty" (co-produzido pelo irmão, Oscar Kidjo), que atingiu o recorde de vendas em 1980.
Na África, o álbum revelou-se um sucesso fenomenal, sobretudo pelas faixas "Pretty" e "Ninivé". Assim,  Kidjo ganhou fama do dia para a noite, na África Ocidental. Milhares de fãs percorriam o caminho do Togo à Costa do Marfim para ver Angélique cantar. Angélique impulsionou os jovens beninenses a tentar lançar suas carreiras na França.
Aos 23 anos de idade Angélique muda-se para Paris, em 1983. Mas a vida na capital francesa não foi o mar de rosas que Angélique esperava. A jovem cantora lutou para ganhar a vida. Matriculou-se na universidade, mas interrompeu o curso no final do primeiro período, determinada a seguir sua carreira artística. Paris era um verdadeiro viveiro musical no início dos anos 1980: vários grandes artistas africanos tinham escolhido viver na cidade para gravar seus álbuns.

### Alafia & Pili Pili
Angélique estava preparando-se para lançar carreira na França, se matriculou em um ateliê de música, em Paris, onde teve aulas de canto clássico, mímica e teatro.
Pouco depois de se matricular Angélique também começar a trabalhar com Alafia, um grupo de músicos de Benin e Togo. Quando ela terminou suas aulas, a jovem cantora se matriculou no CIM, outra escola de música de Paris, onde estudou jazz. Angélique passou três anos à CIM, estudando com um professor americano que ensinou a jovem cantora técnicas especiais de respiração e treinamento de voz para um padrão elevado.
Foi enquanto estudava na CIM que Angélique juntou-se a um jovem holandês, pianista, se chamava Jasper van't Hof, que era grande influência para Kidjo. Van't Hof foi líder do grupo alemão Pili Pili, que fez sucesso no início dos anos 1980 jogando com uma eclética mistura de funk, jazz e ritmos africanos.
Angélique Kidjo estava praticamente em casa com este estilo musical e, juntou-se ao grupo em 1984, acompanhando a banda em suas apresentações na Europa, especialmente na Alemanha, onde o nome, Pili Pili, se tornou sinônimo de Angélique Kidjo.
Em 1986, Angélique Kidjo viajou para os Estados Unidos para gravar um álbum com o saxofonista holandês Tom Barlage. O resultado foi a suavemente álbum "Ewa Ka Djo". Logo após a gravação desse álbum Angélique retornou à Europa e retoma seu papel com a banda Pili Pili.
O grupo participou da Festa no Montreux, na Suíça, em 1987. Esse famoso festival provou ser um verdadeiro trampolim para Angélique, que conquistou os europeus. Angélique tinha provado que ela foi capaz de realizar uma ampla gama de trabalhos, cantando todos os ritmos, desde a soft Africano lullabies à selvagens rítmica do funk. Sua brilhante voz e desempenho nos palcos provaram ser certamente um grande sucesso.
Depois de gravar vários álbuns com Pili Pili (o mais conhecido dos quais é o álbum do grupo de 1985 "Hoomba Hoomba", o seu opus 1987 "Jakko"), Angélique decide abandonar o grupo e seguir o seu próprio caminho. No entanto, ela continuou cantar como vocalista do Pili Pili em muitos álbuns.

### Angie Kidjo & Parakou
Em 1988 Angélique e um grupo de jovens músicos franceses de jazz formam uma nova banda, Angie Kidjo.
No ano seguinte, Angélique Kidjo lançou, definitivamente, sua carreira solo em grande estilo, com seu novo álbum "Parakou". Este álbum - o primeiro em que a cantora estava totalmente livre para desenvolver o seu próprio estilo musical - caracterizada por ser eclética, e extremamente cativante, mistura de soul, zouk, makossa e reggae, realizava um conjunto com um forte ritmo do jazz. As duas faixas mais notáveis forma "Parakou" era a balada "Blewu".
1989 foi um ano triunfante para Angélique Kidjo em relação a sua carreira. O álbum "Parakou" provou ser um grande sucesso e, em maio do mesmo ano, Angélique foi convidada para cumprir um dos seus maiores sonhos, trabalhar junto ao seu maior dolo Miriam Makeba, em Paris. Os concertos no Olympia foi um enorme sucesso. Na realidade, as duas cantoras descobriram que eles compartilhavam da mesma dinâmica, temperamento e os mesmos ideais políticos.
Entretanto, Angélique Kidjo continuou se apresentar em sua turnê. Chegando a fazer shows no Le Petit Journal Montparnasse, em Paris, em 13 de abril, e no Festival de Jazz de Manosque, no Sul de França, em julho.
A essa altura, a cantora beninense já tinha estabelecido uma reputação formidável sobre o cenário musical francês e quando a famosa estrela americana de jazz Nina Simone chegou a Paris, para realizar um show, no Olympia (Nos dias 9 e 10 abril 1990), foi Angélique Kidjo que foi convidada para estar junto a ela. Em 27 de abril a diva beninense realizou em Paris uma apresentação no lendário clube de jazz Le New Morning.

### Logozo
Em 1991, Angélique foi para um estúdio de gravação em Miami e começou a trabalhar no seu segundo álbum solo, "Logozo" ("Tartaruga" na língua materna de Angélique, o fon).
Angélique funde a eclética influência de "Parakou" com uma mistura musical mais coerente, caracterizada de uma série de acordos com estilo e percussão. As dez faixas de "Logozo" (a maioria dos quais foram co-escrito pelo marido de Kidjo, Jean Hébraïl) foram sucesso na Europa, as duas faixas que se destacaram foram "Batonga" e "Wéwé".
"Logozo", considerado um dos melhores álbuns da carreira de Angélique Kidjo, foi produzido por Joe Galdo (um músico americano nascido em Cuba). O álbum também incluiu uma gama impressionante de convidados especiais, incluindo o famoso saxofonista camaronense Manu Dibango, a estrela do jazz americano Branford Marsalis o cantor Ray Lema. Mas, a faixa mais notável é "Logozo", uma versão de "Malaïka", música tradicional Africana de Miriam Makeba.
Em 5 de Dezembro de 1991, Angélique fez uma apresentação na capital de Benin, Porto Novo e, novamente no dia 8 do mesmo mês na 10 ª edição da Radio France Internationale's "Découvertes", prêmiação realizada em Cotonou. A cantora beninoise, que foi convidado para ser a madrinha da cerimônia de Cotonu, recebeu o Prêmio RFI-SACEM. Em seu retorno a Paris a cantora também se apresentou no memorável La Cigale, em 19 de dezembro do mesmo ano.
Angélique Kidjo tinha se tornado uma verdadeira estrela internacional. Realizou uma turnê internacional, com inúmeras apresentações no Japão e na Austrália. Em setembro de 1992 Angélique Kidjo foi aos Estados Unidos, onde havia sido convidada pelo saxofonista Branford Marsalis, para fazer uma apresentação em um famoso programa de TV sobre jazz, "The Tonight Show". No mesmo ano, a cantora recebeu três candidaturas a American Music Awards (para Melhor Álbum, Melhor Álbum Solo de Música Internacional e Melhor Artista).
Em 31 de Outubro de 1992 Angélique Kidjo, que estava grávida de quatro meses, retornou para o Olympia em Paris. Desta vez Kidjo já não estava mais abrindo shows para Miriam Makeba ou Nina Simone, mas como uma grande estrela internacional. Após este grande concerto em Paris, Angélique deixa o cenário musical para se dedicar a sua filha Naïma-Laura, que nasceu na Primavera de 1993. No entanto, a cantora não abandonou sua carreira musical completamente. Enquanto ela estava cuidando de seu bebê, encontrou tempo para trabalhar em suas composições, preparando material para um novo álbum que foi lançado no início de 1994.

### Aye
Angélique lançou seu terceiro álbum solo, Aye, gravado em Minneapolis, nos Estados Unidos, e no Paisley Park Prince's Studio, em Londres e em Paris. Foi produzido por David Z e Will Mowat (famoso por seu trabalho com o britânica grupo Soul II Soul). O álbum de Angélique tem dez faixas dinâmicas de afro-funk.
As faixas de Aye (nome fon, que em português significa "vida"), veio com um foco mais social. A faixa "Agolo", tanto na dança com na letras, abordam as questões ambientais. Ela tornou-se um grande hit da carreira de Angélique Kidjo. A faixa possui o ritmo juju e o forte som do tambor africano. Kidjo cresceu em Uidá, que foi uma fonte de inspiração durante toda a sua carreira musical.
Na seqüência do lançamento de seu álbum Aye, Angélique viajou para a Escandinávia, em 17 de Fevereiro de 1994, para lançar uma nova turnê internacional. Em março do mesmo ano, a cantora retornou aos Estados Unidos para realizar uma outra, bem sucedida, série de apresentações ao público americano.
Angélique Kidjo é uma dos artistas africanos de grande nome e prestígio no cenário musical americana. Em 25 de maio Angélique apresenta-se no Le Bataclan, em Paris, e depois passou a se apresentar em diversos eventos e festivais internacionais durante os meses do verão. Ela foi, também, uma das estrelas do Festival África Fête, evento anual de música destinada a promover a música africana na América e no Canadá.

### FifaeOremi
Na primavera de 1995, Angélique Kidjo, regressou à sua terra natal com o marido Jean Hébraïl. Mas, esta não era uma viagem de lazer, pelo contrário, ela viajou meses capturando informações sobre os mais diversos grupos étnicos de Benin, para elaborar músicas tradicionalmente africana. Músicas essa, que estão presente no álbum, "Fifa". Este novo álbum, gravado em parte durante a viagem da cantora, Benin, também em Paris, Londres, Los Angeles e San Francisco, é totalmente diferente dos álbuns anteriores de Angélique Kidjo.
A cantora estava, deliberadamente, decidida a voltar às raízes musicais em "Fifa", integrando a percussão beninoise, técnica tradicional e moderna para o seu som funk rock. O álbum foi produzido por seu marido, Jean Hébraïl, e contava com a participação de um ídolo de sua infância, o guitarrista Carlos Santana.
Fifa traz uma nova direção musical e, pela primeira vez,  canções cantadas em inglês, embora, a maior parte das canções do álbum tenham sido compostas e registradas na língua materna de Kidjo, o fon. O título do álbum, 'Fifa', significa 'paz', em  fon. O vodu é tema de faixas tais como "Goddess of the Sea", "Shango" e "Koro-Koro", canção que descreve a cerimônia tradicional do vodu, na qual seus praticantes invocam os espíritos de seus antepassados. "Naïma", a última faixa do álbum, foi dedicada à filha da cantora.
Em 1995, a faixa título de "Fifa", foi o destaque na trilha sonora de comédia de Hollywood "Ace Ventura." Esta não foi a primeira vez uma música de Angélique Kidjo havia sido utilizado no mundo do cinema. Em 1993, André Téchiné já tinha usado uma música de Kidjo da versão de "Malaïka" na trilha sonora do filme "Ma saison préférée." E, em 1994 o animados diretor italiano Nanni Moretti utilizou uma canção de Angélique no premiado filme "Dear Diary" e - pouco mais tarde - apareceu na trilha sonora do "Street Fighter" (um filme de ação estrelando Jean-Claude Van Damme).
Em 1996 Angélique Kidjo foi a Nova Iorque, no contexto de uma extensa turnê internacional e, em maio do mesmo ano, passou a cantou durante grandes eventos, em Londres e Paris. Em novembro e dezembro, a cantora regressou à África Ocidental, onde realizou shows em Benin, Togo e Costa do Marfim. Depois, em 1997, a diva beninense incluiu a  Austrália em sua turnê.
Em seguida, Angélique foi aos Estados Unidos para gravar um novo álbum, intitulado Oremi. Ela e seu marido, Jean Hébrail, escreveram a maior parte das doze faixas do álbum, que foi largamente inspirado pelo jazz e rhythm'n'blues, embora também inclua uma versão cover inovadora de Jimi Hendrix do lendário hit "Voodoo Child". Kidjo convidou uma série de prestigiadas estrelas da música para participar do álbum, a exemplo de Cassandra Wilson e Branford Marsalis.
Angélique, que havia começado a passar muito tempo nos Estados Unidos, decidiu se mudar para Nova Iorque no verão de 1998, alegando que nos Estados Unidos há mais recursos e  oportunidades para a criatividade musical.

### Américas:Keep on MovingeBlack Ivory Soul
Angélique, agora focada no público estadunidenses, faz raras apresentações na Europa. Em 2001, assina um contrato com a gravadora Columbia Records, e lança uma coletânea intitulada Keep on Moving, com 18 grandes sucessos de sua carreira. Imediatamente, Kidjo lança uma turnê, ainda em 2001, durante a qual realizou várias apresentações nos Estados Unidos entre maio e setembro.
Boatos surgiram na mídia, segundo os quais Angélique traria um tempero brasileiro para o novo álbum. Lançado em Abril de 2002, Black Ivory Soul não desiludiu os fãs que acreditaram nos boatos. Com uma forte batida e influência da música brasileira (talvez estimulada por sua ancestralidade, já que seu avô viveu na Bahia), cubana e haitiana, o álbum, gravado em Nova Iorque e em Salvador, trouxe a participação de grandes estrelas como Carlinhos Brown, que co-escreveu três canções, e Gilberto Gil, com uma releitura de "Refavela", e Daniela Mercury, que  participa cantando "Tumba". Black Ivory Soul foi produzido pelo maestro Bill Laswell, que comandou um impressionante número de artistas brasileiros, africanos, estadunidenses e indianos. A turnê do álbum passou pelos Estados Unidos, Canadá e  pela Europa.

### Em 2004,Oyaya!
Na Primavera de 2004, Angélique lança a terceira parcela de sua trilogia musical dedicado aos países africanos onde tinham sido forçada a se exilar. Na sequência: "Oremi" (uma viagem musical através dos EUA) e "Black Ivory Soul" (uma exploração musical do Brasil), e agora Oyaya!, álbum alegre e otimista que incluía algumas canções mais profundas e reflexivas sobre questões atuais, como a religião e a AIDS. Trabalhando como embaixadora da boa vontade da UNICEF na Tanzânia, Kidjo escreveu uma canção sobre crianças que vivem em aldeias devastadas pela doença, intitulada "Mutoto Kwanza" (que pode ser traduzido como "crianças primeiro").
Em abril do mesmo ano, a cantora realizou nova turnê internacional, com uma série de apresentações no Canadá. Em maio de 2005, fez uma apresentação no Festival Mawazine, em Rabat, Marrocos. Mais tarde, naquele mesmo ano, ela entrou em estúdio  a fim de contribuir para a trilha sonora do filme francês Kirikou et les Bêtes sauvages.

### Djin Djin
O ano de 2006 marcou o início de uma série de trabalhos intensos e Angélique estava começado a preparar material para seu novo álbum, "Djin Djin". O álbum, concebido como um regresso às suas raízes musicais, contaram com o apoio de dois bem percussionistas beninense reconhecidos: Crespin e Kpitiki Benoît Avinouhé (ambos membros da Gangbé Brass Band). Pela primeira vez, em sua carreira, Angélique, convidou um certo número de estrelas internacionais para trabalhar ao seu lado no novo álbum, incluindo Peter Gabriel, Alicia Keys, Joss Stone, Carlos Santana, Brandford Marsalis, Ziggy Marley, além disso, Kidjo convidou o produtor Tony Visconti.
"Djin Djin", chegou às lojas norte-americanas no dia 1 de Março de 2007, no Brasil, o álbum foi lançado no dia 30 de Abril de 2007. O site allmusic elogiou o álbum, e deu um total de 4 estrelas, de 5, para o mesmo, bem como o site amazon.com.
Após o lançamento do álbum, Angélique Kidjo lançaram uma grande turnê que iniciou em maio e foi até julho de 2007. Entre as apresentações realizadas, Angélique realizou shows no Le New Morning, em Paris, no dia 4 de Junho, e uma apresentação no Festival de Fes Mundo Música Sacra, em Marrocos, em 7 de Junho. Um mês mais tarde, Angélique se apresenta na África do Sul, no Festival SOS Terra Viva, em Joanesburgo.

### Õÿö
Em 9 de Abril de 2010, Kidjo lança o seu mais recente álbum, Õÿö, que conta, assim como Djin Djin com a participação de grandes artistas, como Bono Vox e John Legend. O álbum recebeu críticas positivas do The Guardian, Times, allmusic e The New York Times. Dele, foram extraído dois videoclipes, o primeiro é "Samba Pa Ti", e o segundo é o single escolhido em comemoração a Copa do Mundo FIFA África do Sul 2010. Angélique se apresentou no show promovido pela organização, ao lado de personalidades e grupos como Shakira, Alicia Keys, John Legend e Black Eyed Peas.

## Discografia
| Álbuns de Estúdio - Pretty (Lançado somente na África) - Parakou (1990) - Logozo (1991) - Ayé (1994) - Fifa (1996) - Oremi (1998) - Black Ivory Soul (2002) - Oyaya! (2004) - Djin Djin (2007) - Õÿö (2010) - Eve (2014) - Sings with the Orchestre Philharmonique du Luxembourg (2015) - Remain in Light (2018) - Celia (2019) - Mother Nature (2021) | Coletâneas - Oremi + We Are One (1998) - Keep On Moving: The Best Of Angelique Kidjo (2001) - The Millennium Collection: The Best of Angelique Kidjo (2005) - Spirit Rising (2012) |

### Videografia
- Voodoo Child
- Agolo
- Gimme Shelter (Participação de Joss Stone)
- Adouma
- Wombo Lombo
- Shango
- EPK
- Malaika
- Move On Up (Participação de John Legend e Bono Vox)
- Eva (Participação de Asa)

### Trilhas Sonoras
- Caro Diário
- A Minha Estação Preferida[ligação inativa]
- Ace Ventura: Pet Detective
- Street Fighter - A Última Batalha
- Um Gigante de Talento
- Krippendorf's Tribe
- Os Thornberrys - O Filme
- O Segredo de Charlie
- Sahara
- Tempos Que Mudam[ligação inativa]
- A Sete Palmos
- Sem Rastro
- Diamante de Sangue
- Reze Para o Diabo Voltar Ao Inferno[ligação inativa]
- Who Does She Think She Is?[ligação inativa]
- Le Code A Changé[ligação inativa]
- O Rei Leão 2: O Reino de Simba

## Filantropia
Em 25 de julho de 2002, a cantora foi nomeado como um dos embaixadores boa vontade da UNICEF. Como parte de seu trabalho, Angélique visita vários países africano ao longo do ano, lutam para obter os direitos da criança aos cuidados de saúde, educação e proteção. Os relatórias de Angélique podem ser encontrados no site oficial da UNICEF: Benin, Senegal, Etiópia, Tanzânia, Síria, Malawi, Uganda, Quênia, Serra Leoa, Zimbábue, África do Sul and Haiti.
Além disso, Angélique Kidjo é a fundadora da Fundação Batonga, que dá formação escolar secundária e superior para meninas, para que possam assumir a liderança na África. A fundação está fazendo isso através da concessão de bolsas de estudo, construção de escolas secundárias, melhorando a qualidade do ensino, fornecendo material escolar, apoio aos professores, explorando novos modelos educacionais e defendendo a conscientização da comunida sobre o valor da educação feminina.
Em 2005, Angélique participou de uma campanha organizada pelo Oxfam, durante a reunião da Organização Mundial do Comércio (OMC), em Hong Kong. Ao lado de will.i.am, do Black Eyed Peas, Angélique e um grupo de líderes de mulheres criaram um videoclipe mostrando o norte do Quênia e a situação nas fronteiras de Darfur. O nome da campanha é "Em Meu Nome", e está disponível no YouTube, desde 24 de Setembro de 2008.
Recentemente, desde março de 2009, Angélique Kidjo tem feito campanhas para os "Direitos da Mulher na África". Esta campanha foi lançada pela Federação Internacional de Direitos Humanos. Em Setembro do mesmo ano, a UNICEF em parceria com a Pampers, pediu para que Kidjo gravasse uma canção, "You Can Count On Me", para apoiar acmpanha de erradicação do tétano. Kidjo gravou um videoclipe baseado na canção "Agolo" e nas imagens de Yann Arthus-Bertrand para as Nações Unidas utilizarem na Conferência das Nações Unidas sobre as Mudanças Climáticas Copenhaga 2009.
Junto com Jessica Biel e Peter Wentz, ela foi nomeada embaixadora do Live Earth, em 2010.

## Prêmios
| GRAMMY Awards - 2007: Melhor Álbum de Música do Mundo com "Djin Djin" RFI Octaves Awards - 1992: Melhor Cantora Danish Music Awards (Dinamarca) - 1995: Melhor Cantora Kora Awards (África) - 1997: Melhor Cantora Africana MOBO Awards (Reino Unido) - 2002: Melhor Canção de Música do Mundo Festival de Premiação Africana (Alemanha) - Ganhadora do Prêmio em 2006 SAFDA de Orgulho Africano(Alemanha) - Ganhadora do Prêmio em 2006 Prêmio Antonio Carlos Jobim (Canadá) - Ganhadora do Prêmio em 2007 | Prêmio NAACP - 2008: Melhor Álbum de Música do Mundo por "Djin Djin" Prêmio Mundial de Música (Dinamarca) - 2008: Melhor Álbum de Música do Mundo Medalha Presidencial da República Italiana - 2008: Medalha de Ouro Conselho Nacional de Pesquisas sobre a Mulher (Estados Unidos) - 2009: Fazendo a Diferença para as Mulheres Prêmio Tenco (Itália) - 2009: Melhor Cantora por toda sua carreira Outras Premiações e Honras - 2004: Medalha de Bronze (França) - 2008: Comendadora da Ordem Nacional do Benin (Benin) - 2009: Hall da Fama do Afropop (Estados Unidos) - 2009: Condecorada pela Fundação Novaiorquina da Mulher - 2020: É uma das 100 Mulheres da lista da BBC. |